# Phortica africana
Phortica africana är en tvåvingeart som först beskrevs av Malloch 1925.  Phortica africana ingår i släktet Phortica och familjen daggflugor. Inga underarter finns listade i Catalogue of Life.